# Pelikán hnědý
Pelikán hnědý (Pelecanus occidentalis) je velký pták z čeledi pelikánovití, nejmenší a zároveň nejrozšířenější pelikán.

## Popis
Naprosto nezaměnitelný, 105–152 cm dlouhý pták s rozpětím křídel od 203 do 228 cm a hmotností mezi 3,5–8 kg. Stejně jako ostatní pelikáni je silně stavěný, má dlouhý krk, nápadně krátké končetiny a charakteristický silný zobák s hrdelním vakem.
Opeření na těle má šedé, na zadní straně krku a zátylku tmavě hnědé, na hlavě a přední straně krku bílé nebo žlutavé a na obličeji a hrdelním vaku nazelenalé. Obě pohlaví jsou zbarveny stejně, mláďata v prachovém peří jsou celá bílá.

## Rozšíření a početnost
Hojně se vyskytuje na pobřeží Severní, Střední i Jižní Ameriky od Washingtonu a Virginie po severní Chile, ústí Amazonky a ostrovy Sant d'Eau a Tobago. Ačkoli žije téměř výhradně na pobřežích, mladí ptáci se občas objevují také na vnitrozemských sladkovodních jezerech. Krátce poté, co skončí hnízdní období se severoameričtí ptáci v početných hejnech vydávají směrem na sever, odkud se směrem na jih vrací až na zimu.
V minulosti byla jeho početnost na jihovýchodě Spojených států, v Kalifornii a na Floridě ohrožována především používáním pesticidů. Až dodnes nebyl zatím přesně odhadnut počet volně žijících jedinců, ale odhaduje se, že žijí na ploše větší jak 2 400 000 km2. Dle Červeného seznamu IUCN byl v roce 2006 uznán jako málo dotčený druh.

## Ekologie
Pelikán hnědý je vysoce společenský pták – hřaduje, migruje a často i loví potravu v hejnech. Jako jediný pelikán se za svou potravou také vrhá střemhlav do vody z výšky 10 m. Loví různé druhy ryb, především sledě, vzácněji i korýše.
Hnízdo z větví a rostlinné vegetace si staví většinou na stromech nebo větších keřích rostoucích na ostrovech. Klade 1–2, vzácněji i 3 vejce, na kterých sedí po dobu 39 dní střídavě oba rodiče. Rodiče zpočátku vyvrhují potravu do hnízda a asi po 10 dnech si již mláďata berou potravu ze zobáku sami. Osamostatňují se asi v 9. týdnu života a ve volné přírodě se dožívají průměrně 15–25 let.

## Poddruhy
V současné době rozeznáváme u pelikána hnědého celkem 5 poddruhů:
- Pelikán kalifornský (P. o. californicus)
- Pelikán východní (P. o. carolinensis)
- Pelikán karibský (P. o. occidentalis)
- Pelikán galapážský (P. o. urinator)
- Pelikán kolumbijský (P. o. murphy)

Až do dnešní doby existují debaty o údajném poddruhu pelikána hnědého pelikánu peruánském (P. (o.) thagus), který bývá často uváděn jako oddělený druh.

## Chov v zoo
V České republice je od roku 2020 chován poddruh P. o. carolinensis v Zoo Plzeň.